# Pierinae
Le Pierinae Duponchel, 1832, sono una delle quattro sottofamiglie di Lepidotteri appartenenti alla famiglia Pieridae.

## Tassonomia
Questo taxon viene suddiviso in 3 tribù, per un totale di 57 generi e circa 700 specie:
- Tribù Anthocharidini Tutt, 1894 (6 generi)
  - Genere  Anthocharis Boisduval, Rambur, Duméril & Graslin, 1833
  - Genere  Eroessa Doubleday, 1847
  - Genere  Euchloe Hübner, 1819
  - Genere  Hesperocharis Felder, 1862
  - Genere  Leptosia Hübner, 1818
  - Genere  Zegris Boisduval, 1836
- Tribù Colotini Larsen, 1983 (6 generi)
  - Genere  Calopieris Aurivillius, 1898
  - Genere  Colotis Hübner, 1819
  - Genere  Eronia Hübner, 1823
  - Genere  Hebomoia Hübner, 1819
  - Genere  Nepheronia Butler, 1870
  - Genere  Pareronia Bingham, 1907
- Tribù Pierini Duponchel, 1832 (45 generi)
  - Genere  Aoa Nicéville, 1898
  - Genere  Aporia Hübner, 1819
  - Genere  Appias Hübner, 1819
  - Genere  Archonias Hübner, 1825
  - Genere  Ascia Scopoli, 1777
  - Genere  Baltia Moore, 1878
  - Genere  Belenois Hübner, 1819
  - Genere  Catasticta Butler, 1870
  - Genere  Cepora Billberg, 1820
  - Genere  Charonias Röber, 1908
  - Genere  Delias Hübner, 1819
  - Genere  Dixeia Talbot, 1932
  - Genere  Elodina Felder, 1865
  - Genere  Eucheira Westwood, 1834
  - Genere  Ganyra Billberg, 1820
  - Genere  Glennia Klots, 1933
  - Genere  Hypsochila Ureta, 1955
  - Genere  Infraphulia Field, 1958
  - Genere  Itaballia Kaye, 1904
  - Genere  Ixias Hübner, 1819
  - Genere  Leodonta Butler, 1870
  - Genere  Leptophobia Butler, 1870
  - Genere  Leuciacria Rothschild & Jordan, 1905
  - Genere  Mathania Oberthür, 1890
  - Genere  Melete Swainson, 1831
  - Genere  Mesapia Gray, 1856
  - Genere  Mylothris Hübner, 1819
  - Genere  Neophasia Behr, 1869
  - Genere  Pereute Herrich-Schäffer, 1867
  - Genere  Perrhybris Hübner, 1819
  - Genere  Phrissura Butler, 1870
  - Genere  Phulia Herrich-Schäffer, 1867
  - Genere  Piercolias Grote, 1903
  - Genere  Pieriballia Klots, 1933
  - Genere  Pieris Schrank, 1801
  - Genere  Pierphulia Field, 1958
  - Genere  Pinacopteryx Wallengren, 1857
  - Genere  Pontia Fabricius, 1807
  - Genere  Prioneris Wallace, 1867
  - Genere  Pseudomylothris Neustetter, 1929
  - Genere  Reliquia Ackery, 1975
  - Genere  Saletara Distant, 1885
  - Genere  Sinopieris Huang, 1995
  - Genere  Tatochila Butler, 1870
  - Genere  Theochila Field, 1958